# Грімія Гартмана
Грімія Гартмана (Grimmia hartmanii) — вид мохів порядку гріміальних (Grimmiales).

## Поширення
Батьківщиною є Європа, Північна Америка, Азія.
Населяє затінені валуни, особливо гранітні, в лісах; на висотах 100–1500 м.

## Характеристика
Рослини в двоякорозгалужених килимках, зелені. Стебла 2–8 см. Листки злегка викривлені з часто загостреними верхівками коли сухі, коли вологі широколанцетні, звужуються до загостреної верхівки, 2.5–4.5 × 0.4–0.6 мм, кілеві, краї зазвичай загнуті з одного боку, остюки дуже короткі, зубчасті. Вид дводомний. Коробочкові ніжки 3–4 мм. Коробочка надзвичайно рідкісна, жовтувато-зелена.